# سیارک ۱۹۵۵۱
سیارک ۱۹۵۵۱ (به انگلیسی: 19551 Peterborden، نامگذاری:1999JL62) نوزده هزار و پانصد و پنجاه و یکمین سیارک کشف شده‌است که در ۱۰ مه ۱۹۹۹ کشف شد.
قدر مطلق سیارک برابر ۱۷.۸ است.